# Schwallungen
Schwallungen è un comune di 2 223 abitanti della Turingia, in Germania.
Appartiene al circondario (Landkreis) di Smalcalda-Meiningen (targa SM) ed è indipendente delle comunità amministrative (Verwaltungsgemeinschaft).

## Storia
Il 1º aprile 1992 venne aggregato al comune di Schwallungen il comune di Zillbach.